# Cykloheptatrien
Cykloheptatrien, cyklohepta-1,3,5-trien – organiczny związek chemiczny, cykliczny węglowodór nienasycony o cząsteczce z trzema wiązaniami podwójnymi (trien pierścieniowy).